# Luke Scott
Luke Scott (* 1. Mai 1968) ist ein britischer Regisseur.

## Leben
Luke Scott wurde 1968 als Sohn des Regisseurs Ridley Scott und Felicity Heywood geboren und ist der Bruder des Filmemachers Jake Scott. Zugleich ist er der Halbbruder von Jordan Scott, die ebenfalls versuchte, in die Fußstapfen ihres gemeinsamen Vaters zu treten und als Kamerafrau und Filmemacherin tätig ist.
Im Film Die Duellisten, bei dem sein Vater Regie führte und der 1977 veröffentlicht wurde, hatte Scott eine kleine Nebenrolle erhalten. Bei dem Film 1492 – Die Eroberung des Paradieses aus dem Jahr 1992, bei dem sein Vater ebenfalls Regie führte, war Scott als Art Director tätig.
Nachdem Scott 2012 seinen Science-Fiction-Kurzfilm Loom vorstellte, gab er 2016 mit dem Mystery-Horror-Film Das Morgan Projekt, der Anya Taylor-Joy und Kate Mara in den Hauptrollen zeigt, sein Spielfilmdebüt als Regisseur. Im Jahr 2017 veröffentlichte Scott als Begleitmaterial für Alien: Covenant und Blade Runner 2049, bei denen sein Vater Regie führte oder als ausführender Produzent verantwortlich war, mehrere Kurzfilme.

## Filmografie
- 1992: 1492 – Die Eroberung des Paradieses (1492: Conquest of Paradise, als Art Director)
- 2012: Loom (Kurzfilm, als Regisseur)
- 2016: Das Morgan Projekt (Morgan, als Regisseur)
- 2017: Meet Walter (Kurzfilm, als Regisseur)
- 2017: Alien: Covenant – Prologue: Last Supper (Kurzfilm)
- 2017: Alien: Covenant – Meet Walter (Kurzfilm)
- 2017: 2036: Nexus Dawn (Kurzfilm)
- 2017: 2048: Nowhere to Run (Kurzfilm)
- 2020: Raised By Wolves (Fernsehserie, 3 Episoden)